# United Service Organizations
United Service Organizations, mais conhecido pela sigla USO, é uma organização não-governamental dos Estados Unidos destinada a dar suporte moral às tropas do país no exterior.

## Histórico
Em 1941, antes de se envolverem na II Guerra Mundial o então presidente dos EUA Franklin Delano Roosevelt procurou unir os trabalhos de várias organizações que davam suporte às tropas do país - as entidades Exército da Salvação, Associação Cristã de Moços, a Young Women's Christian Association, National Catholic Community Services, National Travelers Aid Association e o National Jewish Welfare Board então se juntaram para criar o United Service Organizations - USO.